# Lex Fannia sumptuaria
La lex Fannia sumptuaria va ser una antiga llei romana establerta pels cònsols Gai Fanni Estrabó i Marc Valeri Messal·la (cònsol 161 aC).
Com altres lleis d'aquesta mena establia limitacions en la despesa però era més rigorosa que la llei Orquia. Taxava en cent asos la despesa màxima que es podia fer en els banquets que se celebraven durant els Ludi Megalenses o altres festivitats. Establia també que la resta dels dies de cada mes, fins a deu dies, es podrien gastar trenta asos; i els dies que restaven només deu asos. També es prohibien servir qualsevol mena d'aus, excepte una sola gallina i encara no engreixada. Tenia una clàusula protectora del comerç local, ja que només permetia beure vi del país.